# 拉斐尔·阿马多尔
拉斐尔·阿马多尔（西班牙語：Rafael Amador，1959年11月16日—2018年7月31日），墨西哥男子足球运动员，司职后卫。他曾代表墨西哥国家队参加1986年国际足联世界杯，结果队伍止步八强赛。